# Larinia natalensis
Larinia natalensis är en spindelart som först beskrevs av Manfred Grasshoff 1971.  Larinia natalensis ingår i släktet Larinia och familjen hjulspindlar. Inga underarter finns listade i Catalogue of Life.